# Edinburgh Military Tattoo
Royal Edinburgh Military Tattoo je série přehlídek vojenských bubeníků a armádních kapel britských a mezinárodních ozbrojených sil, konaná v hlavním městě Skotska Edinburghu. Akce se koná každoročně během srpna jako součást širšího Edinburského Festivalu (kolektivní jméno pro několik na sobě nezávislých srpnových festivalů a akcí). Koná se na konci ulice Royal Mile na prostranství před vchodem do Edinburského hradu.
Původní význam Military Tattoo je odvozen od vojenského bubenického vystoupení, ale dnes se tento pojem používá k obecnému označení armádního hudebního vystoupení.
Pojem se datuje od 17. století, kdy britská armáda bojovala v oblasti dnešní Belgie a Nizozemí. Bubeníci z posádky byli každý večer ve 21:30 hod. rozesláni do okolních měst informovat vojáky, že je čas vrátit se do kasáren. Proces známý jako "doe den tap toe" (staroholandsky "zavírání pípy"), byl pokynem hostinským k zastavení čepování piva a k odeslání vojáků domů na noc. Bubnovalo se až do doby zákazu vycházení v 22:00 hod.